# Ultima VI: The False Prophet
Ultima VI: The False Prophet, lanzado por Origin Systems en 1990, es la sexta entrega de la serie Ultima de juegos de rol. Fue la última parte de la trilogía conocida como la "Era de la Iluminación".

## Argumento
Varios años después del retorno de Lord British, el Avatar descubre un portal rojo detrás de su casa en la tierra. Desconcertado entra en él, pero es capturado por criaturas rojas con apariencia de demonios y atado sobre un altar de sacrificio. Cuando está a punto de ser sacrificado, los Guerreros del Destino aparecen para salvarlo. Durante la lucha recogen el texto sagrado que el sacerdote gárgola llevaba consigo. En el Castillo de Lord British, el Avatar descubre que sus captores son seres conocido como gárgolas, las que han capturado los santuarios de las Virtudes, embarcándose en una aventura para rescatar a Britannia de estos invasores.
El juego aborda la diferencia cultural, y los temas de racismo y xenofobia relacionados con esta diferencia. Sugiere soluciones en el juego a estos problemas, sin tratar de negar cualquier base de ellos.

## Desarrollo
Este juego dejó atrás las escalas múltiples de los primeros juegos. En las entregas previas de Ultima los pueblos, castillos o calabozos solían ser representados como un símbolo único en el mapa, para luego expandirse a un submapa completo cuando se entraba a la estructura. Ahora todo el mapa empleaba una misma escala con los pueblos y otros lugares integrados en el mapa principal. Los calabozos ahora estaban representados en 2D en vez de 3D. El juego mantuvo el sistema básico de mosaicos y de diagramación de pantalla de las partes precedentes, pero alteradas para dar una visión más colorida y seudoisométrica, tomando ventaja completa de las tarjetas gráficas VGA recién lanzadas para PCs.
Se mostraba los rostros de los Personaje no-jugadores cuando se les hablaba, algo que no habría sido posible en el clásico de 8-bit para Apple II. Originalmente fue planeado para que Ultima VI continuase en el Apple II, y a través de la mucho más capaz Apple IIGS, donde sus gráficos avanzados, interfaz de música y de ratón habrían sido más que convenientes para la tarea. Al final, se tomó la decisión de cancelarla debido a la caída del mercado para la plataforma Apple II, y marcaron por primera vez un capítulo en la serie Ultima en que no estuvo disponible para Apple II (la plataforma que la originó). Fue uno de los mayores juegos para PC que apuntó directamente a los sistemas PC equipados con gráficos VGA y un ratón, cuando la mayor "computadora para juegos" era todavía la Commodore Amiga. El juego admitía tarjetas de sonido para música también, que todavía no era tan común. Otros efectos de sonido, como el golpe de las espadas, los sonidos mágicos, o las explosiones, aún eran reproducidos por los PC speaker.
El motor de Ultima VI también fue usado para el producto derivado Mundos de Ultima.
Se hizo un puerto del juego para la plataforma FM Towns primariamente para el mercado japonés. Esta versión basada en CD-ROM incluía diálogos completos en inglés y en japonés. Lo interesante de esta versión es que la actuación de la voz fue hecha en Origin, empleando a la gente en los que fueron basados los personajes, (Richard Garriott dio la voz a Lord British, y así sucesivamente), aunque no se pudo tener a todo el personal para la grabación por lo que se emplearon sustitutos para ellos.

## Compatibilidad con sistemas modernos
Ultima VI se ejecuta sin problemas en un entorno DOSBox.
Un proyecto para rehacer el motor llamado Nuvie, similar a los equivalentes de xu4, Exult y Pentagram, está en proceso. Todavía no se ha implementado la funcionalidad completa del juego.